# スネークマンショー
スネークマンショー (Snakeman show) は、日本のCMクリエイターユニット、ラジオDJユニット、コントユニット。1975年末に桑原茂一と小林克也が開始した。

## 概要
1976年春から1980年初夏にかけラジオ大阪、ラジオ関東、東海ラジオ、TBSラジオでスネークマンの名を冠した音楽番組『スネークマンショー』と『それゆけスネークマン』を担当する。1976年末に声優である伊武雅之（現伊武雅刀）が加入したのちに、先鋭的な選曲と曲間のラジカルなコントが話題になった。1980年に不本意な事件でラジオは打ち切られるが、1980年イエロー・マジック・オーケストラ (YMO) とコラボレーション・アルバム『増殖』、1981年スネークマン・ショーのアルバムリリース、両者が話題となり全国区でスネークマン・ショー・ブームが起きる。1983年に桑原・伊武と仲違いした小林が脱退し、2011年のテレビ番組放映までユニットとしてのスネークマン・ショーは活動がなかった。その間に数多くの編集盤が発売され、メンバーのソロ活動も行われた。

## 歴史

### 誕生 - 店舗用BGM時代
小林克也は「あるファッションショーでウルフマン・ジャックの真似をしたら、えらく受けて、それを見ていたエドウインから『ああいうようなことをやるラジオをやって欲しい』と言われ、勘で桑原茂一に「ひょっとして、こういうことをやりたいんじゃない?」と声をかけたのが始まり」と述べている。一方、桑原茂一はインタビューで「1975年、メンズビギ (MEN'S BIGI) のファッションショーの選曲を任され、映画『アメリカン・グラフィティ』でのオールディーズソングの合間をドラマチックに埋めるウルフマン・ジャックのような音楽演出を再現したいと考え、そうなると小林以外にできる人はいないと、旧知の小林に依頼したのが始まり」と述べている。この際ウルフマン・ジャックに対抗してキャラクター名をつけようとなり、小林が巳年生まれだったことから"スネークマン・ジョーンズ"なる人物が設定された。今で言えば桑原はクリエイティブ・ディレクター、小林はバイリンガル・パーソナリティーだが、当時はいわば正体不明・職業不詳の人物であった。
このメンズビギのウルフマン・ジャックショー形式のDJが好評だったことから、その後すぐにエドウインから、店内用BGMを同じようなスタイルで制作してくれないかと依頼が来る。1975年の終わり頃、ふたりは30分番組形式の店内BGMを作成、これがエドウイン800店舗で放送された。この店内BGMと、のちのラジオ版スネークマン・ショーとの違いは、英語パートのみならず日本語パートも小林がナレーションをしていること、英語のナレーションでは最後の「その名はスネークマン・ショー!」という部分を「その名はスネークマン・ジョーンズ!」と言っていることである。
「ジョーンズ」はライバルメーカーの商号「ビッグジョン」を想起させ、店内BGM時代の初期に削られた。当時、音楽番組での洋楽アーティストの紹介は、「結成は19〇〇年、何人組で〜」といった、そのアーティストのうんちくを紹介する堅い解説が多かったため、英語交じりのスネークマンのナレーションは革新的であった。

### ラジオ期
エドウインの店舗BGMは好評であったが、桑原と小林の頭を悩ませる大きな問題が生じた。「スネークマン・ショー」に使う曲は、無断では使えないため一曲ごとに権利を取得し使用料を払わなくてはならない。この手間と金額が二人を悩ませた。そこで小林が、ラジオなら楽曲の使用許諾も自分たちで取る必要もない、制作費も出る、やはり多くの人に「スネークマン・ショー」を聴いてもらえると、エドウインに話を持ちかけたところ、企画が通った。
1976年4月からラジオ大阪での放送が開始された。当初の正式な番組名は『エドウイン・ロックン・ロール・ショー』で、毎週月〜金曜日の15分番組であった。タイトル名からわかるとおり、当初は純粋な音楽番組で、小林のトークは曲を盛り上げる脇役だった。土台はあくまで音楽番組にあった。桑原と小林が送る、当時あまり紹介されてこなかったジャンルの楽曲やミュージシャンをさらりとかつ熱烈に推すセンスが「スネークマン・ショー」の体臭を決定づけていた。すでに業界の大物になりつつあった小林であったが、元祖ウルフマンに倣い、あえてその名を明かさず、スネークマンという謎のキャラクターで押し通すことを決めていた。
ラジオ大阪1局で開始した「スネークマン・ショー」であったが、次第に関西で話題となり、ほどなく東海ラジオ放送とラジオ関東でも放送を開始した。桑原と小林は内容の幅を広げようと画策し、スネークマンは英語しか話さないという設定だったため、日本語担当が必要になった。小林がラジオ番組を収録していたエフエム東京のスタジオの隣でコマーシャルの録音をしていた共演経験のある伊武雅之（現・伊武雅刀）を見つけ、小林が「俺さ、今、こういうことやってるんだけど、一緒にやらない?」と誘ったことがきっかけで伊武が加入する。俳優の伊武は、声の良さから当時『宇宙戦艦ヤマトシリーズ』（讀賣テレビ放送・日本テレビ放送網）のデスラー総統役や資生堂・MG5のCMなど、少しずつ声優としての活動を始めていた時期であった。伊武が加わり、スネークマンのDJのみであったスネークマン・ショーは、曲紹介の合間に小林と伊武とのショート・コントを織り交ぜるという形になり、小林は咲坂 守（さきさか まもる）、伊武は畠山 桃内（はたけやま ももない）といったキャラクターを演じた。芸域の広い伊武の参加でコントは厚みを増し、毒気やラジカルさに向かっていくことになる。特に1977年頃に興ったパンク・ムーブメントの到来は、スタート当初の曲のつなぎのためのシンプルなジョークという世界を大きく逸脱していく。スネークマン・ショーがウルフマン・ジャックや海外のコントの翻案ではない、オリジナルな世界を持つラジオ・ショーに脱皮したのはパンクの衝撃から来たものであった。コントの制作は、ほとんど小林がネタを作り、伊武がリアルな味つけを施し、桑原が選曲を決める形。小林は「モンティ・パイソンやチーチ&チョンとかから、いただけるもの、盗めるものは盗んでました」と述べている。
しかし1978年3月、エドウインのスネークマン・ショー担当者が退社したのを機に、エドウインがスポンサーを降りることになり番組終了が決定した。
当時、スネークマン・ショーは業界人の秘かなお気に入り番組だったが、そのひとりである杉山恒太郎（電通第二クリエーティブ局に所属）が、小林から番組終了の話を聞いて、それはもったいないと、広告を担当していた小学館の『GORO』がスポンサーになっていた番組が改編期で、スネークマン・ショーを仲介してその番組に移籍が決まるが。タイトルまでそのままというわけにはいかず、ラジオ関東での番組終了から3日後の1978年4月3日（オフィシャルBOOKに従う）の『生島ヒロシの夜はともだち おーい! きいてるかい』（TBSラジオ）のコーナーとして、タイトルも「それゆけスネークマン」となり15分番組（22:45 - 23:00）として生き延びる。
スネークマン・ショーはこの時代多くのCMを手掛けている。1977年 - 1978年頃のサンヨーのラジカセ「ステレオ・レック9500」のラジオCM（コピー：糸井重里）、1979年、ソニー・ウォークマンラジオCM（コピー：仲畑貴志）、同年映画『さらば青春の光』ラジオCMなど。同年に手がけたトヨタ1300スターレットラジオCMとアサヒミニ樽テレビCMは、いずれもACC（全日本シーエム放送連盟）CMフェスティバルで入賞している。
ローカル放送から東京のキー局に移ったことでスネークマン・ショーの人気は全国区のものとなる。コントはますますパワーアップし、下ネタのお下劣化はいっそう著しく、風刺ネタもふんだんに採り入れられていった。小林が咲坂守、伊武が畠山桃内を名乗り、フィクションをいいことにラジオ史上稀にみる破天荒な放送がぶちまけられていった。今までラジオでなかったことをやろうと多くのタブーに挑戦した。ラジオではどもってはいけないが、日本語はダメだけど英語ならいいだろうであるとか、1979年8月14日には、放送業界のタブーに触れたコント「あなたのラジオは30秒後に爆発します」を放送、NHK番組終了時の『君が代』を繰返し繰返し聞かせるというパロディでは、右翼から抗議の電話で局側としても対応に苦慮したといわれる。また当時はほぼタブーとされていた同性愛者に関するコーナーを作ったり、麻薬ネタ、反権力、社会的批判を込めたコント、過激な下ネタなどが社内で問題となる。放送禁止になることもあり、こうした過激さが番組の寿命を縮める。1979年10月8日、『夜はともだち』のパーソナリティーが生島ヒロシから春風亭小朝に代わると、小朝は露骨にスネークマン・ショーを嫌って「へんな人たちですねえ」などとイヤミをこぼした。
ラジオ番組としてのスネークマン・ショー終焉の悲劇は、最初は朗報としてもたらされた。「ローリング・ストーン日本版」時代から多くのミュージシャンと交流があった桑原に、1980年当時若者に絶大な人気があったイエロー・マジック・オーケストラ（YMO）の細野晴臣と高橋幸宏が、まとまったアルバムを制作する時間が取れない忙しさから、ギャグと音楽で構成されるスネークマン・ショー形式のミニ・アルバムの制作を決めた際、スネークマン・ショーにコントの提供を申し出て、スネークマン・ショーはYMOとの全面的なコラボレーションを行う。このアルバムの制作中にYMOからもう一つの依頼を受けた。1980年4月23日に日本武道館で行う小学館の雑誌「写楽」創刊イベント『写楽祭』の演出であった。意気に感じた桑原はスネークマン・ショー的なシュールで不思議な余興を演じた後、最後にYMOのコンサートを行うという、それまでの番組で繰り返してきたコンセプトを再現したが、打合せがあまり行われないまま本番となった。元々、通常のコンサート形式ではなく、ギャグが主体のイベントだということが1万人の観客に事前に伝わっておらず、トラブル続発の上、いつまでたってもYMOのコンサートが始まらないことで観客が暴動を起こし、新雑誌創刊のセレモニーが早々中止され、スポンサーの小学館は怒り心頭であった（詳細は後述）。すでに大スターであるYMOを怒るわけにもいかず、TBS上層部の怒りの矛先はスネークマン・ショーに向けられ、同番組は1980年6月いっぱいでいきなり終了する（終了までの間、坂本龍一の怒鳴り声は番組のジングルとして使用された）。先鋭化し続けるスネークマン・ショーの世界観を危惧していた局や、スポンサー、放送関係者はここぞとばかり責任をスネークマン・ショーに転嫁したという。
その直後、『サウンドストリート』（NHK-FM）で桑原をゲストに迎え特集が放送されたが、使用されたコントはTBSの放送済音源でレコード化されていないものがほとんどだった。

### レコード発売 - 消滅
皮肉にも、前述のイベント前に決まっていたYMOのアルバム『増殖』（1980年6月5日発売）への参加により、スネークマン・ショーはラジオ時代よりもずっと多くのファンをつかむことになる。本アルバムはオリコンチャート初登場1位を記録する大ヒットになり、それまでスネークマン・ショーを知らなかった世代を直撃し、スネークマン・ショーは本格的なブレイクとなった。アルファレコード（現：ソニー・ミュージックパブリッシング(SMPJ)/ソニー・ミュージックレーベルズ）からスネークマン・ショー単独でアルバムを出さないかとオファーを受け、1981年2月に細野晴臣を共同プロデューサーに迎えたファースト・アルバム『SNAKEMAN SHOW/スネークマン・ショー』（帯に大書きされたコピーから通称『急いで口で吸え』）」を発売、関係者の誰も予想していなかったほどの大ヒットを記録する。同年にセカンド・アルバムの『死ぬのは嫌だ、恐い。戦争反対!』を発売。本作の発売前から、3人それぞれが次のステップに進みたいと、セカンドにしてスネークマン・ショー最後のアルバムと申し合わせていた。同アルバムも大ヒットし、スネークマン・ショー人気は絶頂期を迎えたが、3人の意見が食い違うことも多くなり、小林が脱退する。しかしスネークマン・ショーのあまりの反響の良さから、さらなるリリースを求めるファンの声によって番外編的に急遽『スネークマンショー海賊盤』を発売。海賊盤としてカセットのみのリリースであった（後年、LPとCDでも発売）。カセットならではの意匠ということでコンドームの箱そっくりのパッケージで発売して物議を醸した。1983年、小林不参加で『ピテカントロプスの逆襲』やカセットブック『核シェルターブック』、翌年には初の映像作品『楽しいテレビ』をリリース。その後、編集版などが国内外でリリースされたが、 スネークマン・ショーは自然消滅した。

### 消滅後 - 再会
消滅した後は、小林が「スネークマンズ・ロック・ショウ」、桑原と伊武が松尾貴史を迎えて「ラジオヘブン」として活動した他、1986年には音楽情報番組の『クラブキング』（テレビ朝日）を手がけた。また、桑原は1990年代半ばに「ブルーフィルム」というユニットも組んでいる。1998年発売のYMOのCD-ROM『YMO Selfservice』では、伊武が畠山桃内としてナビゲーターを務め、動画で林家三平のモノマネやミニコントを披露した。1999年9月24日に放送された『同窓会』（テレビ東京）の中で3人が十数年ぶりに再会した。
2000年には桑原、伊武、松尾、YOUなどによる、ゲームの企画アルバム『シーマンと20世紀のポテチン』を発売。
その後は、桑原が「コメディクラブキング」などを結成する程度の活動しか行っていなかったが、2001年と2002年のナイターオフシーズンに『e-NITE』（TBSラジオ）で、箱枠ながらもスネークマン・ショーを復活させた（2001年度は「スネークマンニュースショー」、2002年度は「S21 スネークマンショー21」と銘打った。山崎一、佐々木蔵之介、バナナマンなどの出演者が曜日別にさまざまな趣旨のコーナーを展開したが、2002年度の途中から木曜以外を単なるコント枠に変更した）。
2011年には、衛星テレビ局WOWOWの特別番組で復活した。番組タイトルは『R60 スネークマンショー』。メンバーが既に還暦を迎えたことにより、タイトルに『R60』が冠された。テーマは『老いと死』なのだが、伊武曰く「50歳以下は見てはいけない番組にしようかとも思った」、「もともと3人で作ったときにはまったく身近な題材を使っていた。『老いと死』というテーマは、この年になったらそういうものが出てくるだけの話」などと語った。2011年4月9日から4月30日まで、全4回にわたって土曜日深夜に放送された。
2013年、夢の島公園陸上競技場で開催されたワールド・ハピネスに伊武と小林がスネークマン・ショーとして出演。「シンナーに気をつけろ!」、「咲坂と桃内の今夜はごちそうさま」をアドリブで、またワールド・ハピネス出演者と共に「咲坂と桃内のごきげんいかがワン・ツゥ・スリー」を披露した。
2024年2月26日、NHKのドキュメンタリー番組『ドキュメント20min.』にて、伊武と小林による番組「最後の晩餐」を放送。小林の「生きている間にもう一度、おもしろいことがしたい」という希望から、伊武と再共演し、短編コント制作への密着およびコント本編が放送された。

## 評価と影響
YMOブーム、それ以前から桑原と交流のあったミュージシャン、ニューウェーブバンドとの関係から、後のラジオ番組・お笑い・ミュージシャンにも多くの影響を残した。
芸能界では西城秀樹、作家では三田誠広がスネークマンショーの大ファンで、西城はテレビで「これ、なんですか?」のコントをやったことがある。
ニッポン放送アナウンサーの上柳昌彦は、大学時代に聞いていたオリジナルのスネークマン・ショーから多く影響を受け、入社後担当した『HITACHI FAN! FUN! TODAY』（ニッポン放送）でスネークマン・ショーを捩って「ウナギマン・ショー」と銘打ったコントを演じた。現在もラジオでプチコントをやる場合に小林を真似たしゃべり方で話すことがある。
『オレたちひょうきん族』（フジテレビ）では『〜海賊版』のスネークマン・イントロデュースをそっくりそのままパロディし、テーマソングに「ウィリアム・テル序曲」を使うなどした（ちなみに初期オープニング・ナレーションは伊武が担当）。第1回目のナレーションの冒頭は「たけのこ族よりもナウく、クリスタル族なんて目にしないオレたちひょうきん族」と、内容にも若干の類似が見られた。
『8時だョ!全員集合』（TBSテレビ）でも、ザ・ドリフターズの志村けんがコント内で『スネークマンショー』（通称『急いで口で吸え』）に収められた「咲坂と桃内のごきげんいかがワン・ツゥ・スリー」を口ずさむシーンがしばしば見られた。
反復フレーズに乗って登場する2人のキャラクターが何かと自慢しあう「咲坂と桃内のごきげんいかがワン・ツゥ・スリー」は「日本初のラップ」と評価される。
Flashアニメーション製作のFROGMANの芸名もスネークマン・ショーが由来である。幼少時から彼らのアルバムを愛聴し尊敬していたため、謙遜の意味を込めて「天敵の蛇には敵わない蛙」という捩りからFROGMAN（蛙男）という芸名をつけたという。
お笑いコンビのバナナマンの「マン」はスネークマン・ショーが由来。バナナマンのふたりはコメディークラブキングのコントCDにも参加している。
秋本治の漫画『こちら葛飾区亀有公園前派出所』単行本24巻に収録されている「ギャグエイジの巻」にスネークマン・ショーをモデルとしたサキサカとモモナイによるお笑いコンビ「スネイルマン」が登場している。
テレビドラマ「私立探偵 濱マイク」第2話「歌姫」ではスネークマンショーのパロディーが見られ、桑原茂一が後ろ姿で出演し、咲坂守の名前を出し「咲坂と桃内のごきげんいかがワン・ツゥ・スリー」を口ずさんたほかに伊武雅刀が畠山桃内として登場し、濱マイクが咲坂の写真を見せると激怒して「咲坂と桃内のごきげんいかがワン・ツゥ・スリー」と口ずさみながら激怒して乗っていたリムジンから追い出した後、ジャンキー大山風のギャグ的なセリフを放ちながら走り去った。
ケラリーノ・サンドロヴィッチと岡村靖幸は「僕たちの世代はスネークマン・ショーに大きな影響を受けた。毒気も含めて、すごく刺激的でずーっと真似してました」と話し、KERAは「スネークマン・ショーが秀逸なのは何度も聴きたくなる。フレーズ感がとてもよく、真似したくなる。『だーれー』とか、『どれにいたしますか』とか」「スネークマン・ショーは、反戦、セッ〇ス、ドラッグ、ロックンロール。タブーに切り込んで、しかもギリギリのところをうまく笑いに変える」、岡村は「音としての快楽がある」などと評価している。

## 写楽祭事件
1980年4月23日、日本武道館で行なわれた小学館の雑誌「写楽」の創刊イベント「写楽祭」での事件である。
YMOのライブを期待していた観客が多かったが、ギャグばかりのイベントであった上、YMOがギャグのみを行った後、ライブを行わずに「以上でYMOの出番は終了します」と冗談でアナウンスしたため（最初からライブは後で行う予定であり、実際に行われた）、YMOのステージがなかなか始まらないことから怒った観客達が大ブーイングを起こし暴動に発展、このイベントは失敗に終わった。この影響により、スネークマン・ショーはラジオ番組としての寿命を縮める結果となった。
のちに「それゆけスネークマン」でこの様子が放送された。この時に番組のジングルとして使用された「坂本龍一が観客に怒鳴り、高橋幸宏が観客をなだめる模様」が後にYMOのライブ・ベスト・アルバム『ONE MORE YMO』に収録された他、この時にYMOがギャグとして行った3曲の演奏がいくつかのベスト・アルバムに収録されている。

## 補足
- 桑原はプロデュースに専念して表舞台に出てくることはなかったが、わずかながら出演もしている（例・『急いで口で吸え』の兵隊の一人）。
- 元祖ウルフマンに倣い、小林はある時期まで自らがスネークマンであることを一切明らかにしなかった[8]。そのため、大阪時代には川村龍一が正体であると噂されたことがある。
- コントのひとつに伊武が演じるところの『JET STRIP』の「欲情達也」なる『JET STREAM』の城達也のパロディコントがあったが、後年その伊武自身が実際に『JET STREAM』の4代目パーソナリティを務めた[注 5]。

## 主なコント
- これ、なんですか?

薬局の店主（咲坂守：演 - 小林）と客（畠山桃内：演 - 伊武）のやりとり。伊武はコンドームが買いたいが、恥ずかしくてなかなか素直に「下さい」と言えない。小林は薬局の店主の「いらっしゃいませー」のイントネーションは、当時の京王井の頭線の車掌のアナウンス「次は明大前、明大前」から思いついたもので、そこからあのコントが生まれたと述べている。
- 警察だ!

刑事（伊武）が薬物中毒者（小林）の家に逮捕に向かうが、ドア越しの会話が成立しない。小林は「チーチ&チョンのパクリ」と述べている。
- 成田第13機動隊

いわゆる「三里塚闘争」をコント化したもの。伊武扮する機動隊長が本部へ電話をかけようとするが、小林扮するスネークマンへ間違い電話をしてしまう。
- 越谷カントリークラブ

架空のゴルフトーナメント「マスタードオープン」の解説。解説者がゴルファーの噂話をしようとするが、肝心な部分はヘリコプターのローター音でかき消されるというもの。元ネタはマスターズ。
- 刑事コロンダ

「エドウィン航空」の機内サービスとして「刑事コロンダ」が上映されるのだが、これも肝心の部分が機内アナウンスにより消されるもの。元ネタは刑事コロンボ。
- ホテルニュー越谷（愛のホテル）

架空のラブホテルのラジオCM。使用曲は「エーゲ海の真珠」（演奏：デューク・エランドール・グランド・オーケストラ）。戸川純がゲスト出演しており、最後に「空いててよかった（あいててよかった）」（当時のセブン-イレブンのCMパロディ）と言うオチが付く。
- 若い山彦

若い音楽評論家数人がラジオ局に集まり、80年代のロックシーンを語る企画に参加したものの、同じ内容の主張をしつつどこまでも意見が合わない内容。番組名はNHK-FMの若者向け音楽番組『若いこだま』のパロディ。

### 備考
- これ、なんですか?

1982年のはじめ頃に放送した『クイズ・ドレミファドン!』（フジテレビ系列）にスネークマンショーが出演した時に「- テレビ全国初公開 スネークマンショー - 」の題でコントを実演している。なお、このコントには会計（支払）のやり取りは無いが、同番組ではそのやり取りも行っている。同番組では西城秀樹と桑田佳祐が当コントをアレンジしたものも併せて放送した。その内容はレコード店の店主（西城）と客（桑田）のやり取りであり、西城は店主役を演じたが、咲坂守（演 - 小林）のモノマネをしながらこの役を演じている。桑田はサザンオールスターズのレコードを買いたいが素直に「下さい」と言えない客を演じた。桑田は西城に勧められて「麗人」（歌：沢田研二）を購入し、そのついでに「大阪ものがたり」（歌：角川博）と「チャコの海岸物語」（歌：サザンオールスターズ）も購入したが、西城が3回勧めた「ジプシー」（歌：西城秀樹）は購入していない。なお、レコード店のコントには「夢見るSeason」（歌：伊藤つかさ）と「君に薔薇薔薇…という感じ」（歌：田原俊彦）も登場するが、桑田はこの2曲も購入していない。

## ディスコグラフィ

### シングル
| 枚               | 発売日           | タイトル                                                | カップリング                                    | 形態             | 規格品番         | 概要 |
| アルファレコード | アルファレコード | アルファレコード                                        | アルファレコード                                | アルファレコード | アルファレコード | アルファレコード |
| ---------------- | ---------------- | ------------------------------------------------------- | ----------------------------------------------- | ---------------- | ---------------- | --- |
| 1st              | 1981年           | 咲坂と桃内のごきげんいかが1・2・3（ワン・ツゥ・スリー） | えぶりばーでぃしんぎんぐばーじょん              | EP               | ALR-727          | シングルCDにはリミックスが2曲収録されているが、オリジナル・ヴァージョンは収録されていない。なおこのリミックスに桑原茂一は関わっていない。 |
| 1st              | 1995年11月22日   | 咲坂と桃内のごきげんいかがワン・ツー・スリー I          | 咲坂と桃内のごきげんいかがワン・ツー・スリー II | 8cmCD            | ALDA-2017        | シングルCDにはリミックスが2曲収録されているが、オリジナル・ヴァージョンは収録されていない。なおこのリミックスに桑原茂一は関わっていない。 |
| 2nd              | 1981年12月       | 愛の嵐 （バラ肉のタンゴ）                               | 愛の戦場 （ブダペストの心）                     | EP               | ALR-749          | |
| ポリスター       |                  |                                                         |                                                 |                  |                  | |
| 3rd              | 1997年8月25日    | シャシの耳                                              | Maxi                                            |                  | PSCR-5643/4      | コントに、松尾貴史をはじめ、山崎一、バナナマン、田口トモロヲ、YOUらが参加している。                                                       |

#### プロモーション・シングル
| 発売日           | タイトル         | 面               | 収録曲                                         | 規格             | 規格品番         | 備考             |
| アルファレコード | アルファレコード | アルファレコード | アルファレコード                               | アルファレコード | アルファレコード | アルファレコード |
| ---------------- | ---------------- | ---------------- | ---------------------------------------------- | ---------------- | ---------------- | ---------------- |
| 1981年           | これなんですか   | A                | これなんですか （レコード店編）                | EP               | ALFA-111         |                  |
| 1981年           | これなんですか   | A                | CUE                                            | EP               | ALFA-111         |                  |
| 1981年           | これなんですか   | B                | これなんですか                                 | EP               | ALFA-111         |                  |
| 1981年           | これなんですか   | B                | ごきげんいかがワン・ツゥ・スリー               | EP               | ALFA-111         |                  |
| 1981年3月        | これなんですか   | A                | これなんですか （レコード店編）                | EP               | ALFA-112         |                  |
| 1981年3月        | これなんですか   | A                | CUE                                            | EP               | ALFA-112         |                  |
| 1981年3月        | これなんですか   | B                | スネークマン・ショー・アルファ・ラジオCM名作選 | EP               | ALFA-112         |                  |

### アルバム
アルファレコードが1988年に『スネークマン・ショー』と『死ぬのは嫌だ、恐い。戦争反対!』を2枚組で初CD化。
その2年後の1990年に『スネークマンショー海賊盤』と『ピテカントロプスの逆襲』をそれぞれ単独で初CD化。
『スネークマンショー海賊版』と『ピテカントロプス』はどちらもカセット版と同内容のものだった。
だがこれにより『海賊版』LP版のみに収録されていた差し替え分のコントは、長らく聴けない状態となってしまった。
アルファのスネークマン・ショーは幾度か再発売されたが後に廃盤となり、長い間CDショップから姿を消していたが、2003年にSony Music Directから初期オリジナルアルバム4枚がリマスター版として一挙に発売。
『海賊版』はカセット版の内容に加え、LPのみに入っていた、差し替え分のギャグもボーナストラックとして収録され、これでやっと『スネークマンショー海賊版』用の全ての音源がCDで聴けるようになった。
2019年現在はSony Music Directのリマスター盤4タイトルとユニバーサルの『アンソロジー』のみがCDショップで流通しており、それ以外は全て廃盤である。

#### SNAKEMAN SHOW
| 枚               | 発売日           | タイトル                                            | 形態             | 規格品番         | 備考 |
| アルファレコード | アルファレコード | アルファレコード                                    | アルファレコード | アルファレコード | アルファレコード |
| ---------------- | ---------------- | --------------------------------------------------- | ---------------- | ---------------- | --- |
| 1st              | 1981年2月21日    | SNAKEMAN SHOW/スネークマン・ショー                  | LP               | ALR-28009        | 別名「急いで口で吸え」。 『タモリのオールナイトニッポン』（ニッポン放送）にYMOがゲスト出演した際、オープニングでこれに収録されているコント「これなんですか」をYMOとやった事がある。タモリが咲坂守（小林）がやっていた薬屋の主人、YMOが畠山桃内（伊武）がやっていた薬屋の客を細野晴臣、坂本龍一、高橋幸宏の順で演じた。 |
| 1st              | 1981年2月21日    | SNAKEMAN SHOW/スネークマン・ショー                  | CT               | ALC-28008        | 別名「急いで口で吸え」。 『タモリのオールナイトニッポン』（ニッポン放送）にYMOがゲスト出演した際、オープニングでこれに収録されているコント「これなんですか」をYMOとやった事がある。タモリが咲坂守（小林）がやっていた薬屋の主人、YMOが畠山桃内（伊武）がやっていた薬屋の客を細野晴臣、坂本龍一、高橋幸宏の順で演じた。 |
| 1st              | 2003年11月27日   | SNAKEMAN SHOW/スネークマン・ショー                  | CD               | MHCL-323         | 別名「急いで口で吸え」。 『タモリのオールナイトニッポン』（ニッポン放送）にYMOがゲスト出演した際、オープニングでこれに収録されているコント「これなんですか」をYMOとやった事がある。タモリが咲坂守（小林）がやっていた薬屋の主人、YMOが畠山桃内（伊武）がやっていた薬屋の客を細野晴臣、坂本龍一、高橋幸宏の順で演じた。 |
| 1st              | 2011年6月22日    | SNAKEMAN SHOW/スネークマン・ショー                  | Blu-spec CD      | MHCL-20124       | 別名「急いで口で吸え」。 『タモリのオールナイトニッポン』（ニッポン放送）にYMOがゲスト出演した際、オープニングでこれに収録されているコント「これなんですか」をYMOとやった事がある。タモリが咲坂守（小林）がやっていた薬屋の主人、YMOが畠山桃内（伊武）がやっていた薬屋の客を細野晴臣、坂本龍一、高橋幸宏の順で演じた。 |
| 2nd              | 1981年10月21日   | 死ぬのは嫌だ、恐い。戦争反対!                       | LP               | ALR-28027        | |
| 2nd              | 1981年10月21日   | 死ぬのは嫌だ、恐い。戦争反対!                       | CT               | ALC-28026        | |
| 2nd              | 2003年11月27日   | 死ぬのは嫌だ、恐い。戦争反対!                       | CD               | MHCL-324         | |
| 2nd              | 2011年6月22日    | 死ぬのは嫌だ、恐い。戦争反対!                       | Blu-spec CD      | MHCL-20125       | |
| 3rd              | 1982年2月21日    | スネークマンショー海賊盤                            | CT               | MOI-1            | カセット版のパッケージはコンドームの箱を模している。 当初は本当にコンドームを封入、取付方の解説書も付けるという計画もあった。後年アナログLPで発売されたが、当局のお達しでギャグのいくつかがカセット版から削られ、別のコントに差し替えになった。                                                                        |
| 3rd              | 1984年7月25日    | スネークマンショー海賊盤                            | LP               | ALR-20003        | カセット版のパッケージはコンドームの箱を模している。 当初は本当にコンドームを封入、取付方の解説書も付けるという計画もあった。後年アナログLPで発売されたが、当局のお達しでギャグのいくつかがカセット版から削られ、別のコントに差し替えになった。                                                                        |
| 3rd              | 1990年3月25日    | スネークマンショー海賊盤                            | CD               | ALCA-21          | カセット版のパッケージはコンドームの箱を模している。 当初は本当にコンドームを封入、取付方の解説書も付けるという計画もあった。後年アナログLPで発売されたが、当局のお達しでギャグのいくつかがカセット版から削られ、別のコントに差し替えになった。                                                                        |
| 3rd              | 1994年7月27日    | スネークマンショー海賊盤                            | CD               | ALCA-9081        | カセット版のパッケージはコンドームの箱を模している。 当初は本当にコンドームを封入、取付方の解説書も付けるという計画もあった。後年アナログLPで発売されたが、当局のお達しでギャグのいくつかがカセット版から削られ、別のコントに差し替えになった。                                                                        |
| 3rd              | 2003年11月27日   | スネークマンショー海賊盤                            | CD               | MHCL-325         | カセット版のパッケージはコンドームの箱を模している。 当初は本当にコンドームを封入、取付方の解説書も付けるという計画もあった。後年アナログLPで発売されたが、当局のお達しでギャグのいくつかがカセット版から削られ、別のコントに差し替えになった。                                                                        |
| 3rd              | 2011年6月22日    | スネークマンショー海賊盤                            | Blu-spec CD      | MHCL-20126       | カセット版のパッケージはコンドームの箱を模している。 当初は本当にコンドームを封入、取付方の解説書も付けるという計画もあった。後年アナログLPで発売されたが、当局のお達しでギャグのいくつかがカセット版から削られ、別のコントに差し替えになった。                                                                        |
| 4th              | 1983年           | ピテカントロプスの逆襲                              | LP               | MOI-1            | MELONとのコラボレーションで制作。小林克也は不参加。 LPとカセットが同時発売されたが、全く同内容というわけではなく、カセット版の方が収録時間が長くギャグが多めに入っていた。 |
| 4th              | 1983年           | ピテカントロプスの逆襲                              | CT               | ALC-28051        | MELONとのコラボレーションで制作。小林克也は不参加。 LPとカセットが同時発売されたが、全く同内容というわけではなく、カセット版の方が収録時間が長くギャグが多めに入っていた。 |
| 4th              | 1990年3月25日    | ピテカントロプスの逆襲                              | CD               | ALCA-18          | MELONとのコラボレーションで制作。小林克也は不参加。 LPとカセットが同時発売されたが、全く同内容というわけではなく、カセット版の方が収録時間が長くギャグが多めに入っていた。 |
| 4th              | 1994年7月27日    | ピテカントロプスの逆襲                              | CD               | ALCA-9080        | MELONとのコラボレーションで制作。小林克也は不参加。 LPとカセットが同時発売されたが、全く同内容というわけではなく、カセット版の方が収録時間が長くギャグが多めに入っていた。 |
| 4th              | 2003年11月27日   | ピテカントロプスの逆襲                              | CD               | MHCL-326         | MELONとのコラボレーションで制作。小林克也は不参加。 LPとカセットが同時発売されたが、全く同内容というわけではなく、カセット版の方が収録時間が長くギャグが多めに入っていた。 |
| 4th              | 2011年6月22日    | ピテカントロプスの逆襲                              | Blu-spec CD      | MHCL-20127       | MELONとのコラボレーションで制作。小林克也は不参加。 LPとカセットが同時発売されたが、全く同内容というわけではなく、カセット版の方が収録時間が長くギャグが多めに入っていた。 |
| 5th              | 1994年8月31日    | 人格なし 日本人格解放列車編集                       | CD               | ALCA-9086        | |
| 6th              | 1994年8月31日    | 元祖スネークマンショー 人格なし2 人格開放宇宙船編集 | CD               | ALCA-9087        | |

#### SNAKEMAN'S ROCK SHOW
| 枚                         | 発売日         | タイトル                                                        | 形態 | 規格品番  | 備考 |
| MMG                        | MMG            | MMG                                                             | MMG  | MMG       | MMG  |
| -------------------------- | -------------- | --------------------------------------------------------------- | ---- | --------- | ---- |
| 1st                        | 1992年6月25日  | SNAKEMAN'S ROCK SHOW!1 処女盤                                   | CD   | AMCW-4137 |      |
| 2nd                        | 1992年9月25日  | SNAKEMAN'S ROCK SHOW!2 ２回目のオルガズム                       | CD   | AMCW-4144 |      |
| 3rd                        | 1992年12月21日 | SNAKEMAN'S ROCK SHOW!3 暗闇でドッキリ                           | CD   | AMCW-4153 |      |
| 4th                        | 1993年3月25日  | SNAKEMAN'S ROCK SHOW!4 ママモミモミー輝くコカンー               | CD   | AMCW-4160 |      |
| 5th                        | 1993年7月25日  | SNAKEMAN'S ROCK SHOW!5 東京人気者                               | CD   | AMCW-4166 |      |
| 6th                        | 1993年11月10日 | SNAKEMAN'S ROCK SHOW! メリー・クリスマス!!                      | CD   | AMCW-4182 |      |
| イーストウエスト・ジャパン |                |                                                                 |      |           |      |
| 7th                        | 1995年12月1日  | SNAKEMAN'S ROCK SHOW!6 ファッキン・ジャングル                   | CD   | AMCW-4237 |      |
| 8th                        | 1996年         | SNAKEMAN'S ROCK SHOW! THE PINK ALBUM -GREATEST HITS COLLECTION- | CD   | AMCW-4248 |      |

#### ベスト・アルバム
| 枚                         | 発売日           | タイトル                            | 形態             | 規格品番         | 備考 |
| アルファレコード           | アルファレコード | アルファレコード                    | アルファレコード | アルファレコード | アルファレコード |
| -------------------------- | ---------------- | ----------------------------------- | ---------------- | ---------------- | --- |
| 1st                        | 1992年12月21日   | やんこまりたい                      | CD               | ALCA-439/40      | 発売当時は平仮名のタイトルであったが、1994年8月31日に発売された再発分からジャケットイラストは同じまま、タイトルのみ横文字表記の「YANKOMARITAI」に変更されている。 過去に発売されたアルバムからの再編集で、1枚目は音楽オンリー、2枚目はコントオンリーの構成。2枚目には新規に収録されたギャグも4編あった。 |
| 1st                        | 1994年8月31日    | YANKOMARITAI                        | CD               | ALCA-9084/5      | 発売当時は平仮名のタイトルであったが、1994年8月31日に発売された再発分からジャケットイラストは同じまま、タイトルのみ横文字表記の「YANKOMARITAI」に変更されている。 過去に発売されたアルバムからの再編集で、1枚目は音楽オンリー、2枚目はコントオンリーの構成。2枚目には新規に収録されたギャグも4編あった。 |
| 2nd                        | 1996年9月26日    | TWINS〜SUPER BEST OF SANAKEMAN SHOW | CD               | ALCA-5113/4      | |
| 2nd                        | 1997年8月27日    | TWINS〜SUPER BEST OF SANAKEMAN SHOW | CD               | ALCA-5207/8      | |
| イーストウエスト・ジャパン |                  |                                     |                  |                  | |
| 3rd                        | 2001年9月27日    | ラジオ・スネークマン・ショー Vol.1  | CD               | WPC6-10139       | ラジオ番組のスネークマン・ショーの音源を復刻する形でワーナーから同時発売。計画では、同年10月24日にVol.4〜Vol.6、11月21日にVol.7〜Vol.9をリリースし、全巻購入者には特製CDをプレゼントするはずだったが、実際はVol.3までで発売は中断、廃盤となった。                                                        |
| 4th                        | 2001年9月27日    | ラジオ・スネークマン・ショー Vol.2  | CD               | WPC6-10140       | ラジオ番組のスネークマン・ショーの音源を復刻する形でワーナーから同時発売。計画では、同年10月24日にVol.4〜Vol.6、11月21日にVol.7〜Vol.9をリリースし、全巻購入者には特製CDをプレゼントするはずだったが、実際はVol.3までで発売は中断、廃盤となった。                                                        |
| 5th                        | 2001年9月27日    | ラジオ・スネークマン・ショー Vol.3  | CD               | WPC6-10141       | ラジオ番組のスネークマン・ショーの音源を復刻する形でワーナーから同時発売。計画では、同年10月24日にVol.4〜Vol.6、11月21日にVol.7〜Vol.9をリリースし、全巻購入者には特製CDをプレゼントするはずだったが、実際はVol.3までで発売は中断、廃盤となった。                                                        |
| ユニバーサルミュージック   |                  |                                     |                  |                  | |
| 6th                        | 2004年5月26日    | スネークマンショー・アンソロジー    | CD               | UICY-1225/6      | 『ラジオ・スネークマン・ショー』の発売元をユニバーサルミュージックに変えて内容を縮小し発売された。こちらも再三の発売延期に見舞われた。 |

#### リミックス・アルバム
| 枚               | 発売日           | タイトル                                           | 形態             | 規格品番         | 備考                                                     |
| アルファレコード | アルファレコード | アルファレコード                                   | アルファレコード | アルファレコード | アルファレコード                                         |
| ---------------- | ---------------- | -------------------------------------------------- | ---------------- | ---------------- | -------------------------------------------------------- |
| 1st              | 1991年4月21日    | SNAKEMAN SHOW in The'90s THE ADRIAN SHERWOOD REMIX | CD               | ALCA-125         | On-Uサウンドのエイドリアン・シャーウッドによるリミックス |

#### カセットブック
| 枚       | 発売日   | タイトル                              | 形態     | 備考     |          |
| 角川書店 | 角川書店 | 角川書店                              | 角川書店 | 角川書店 | 角川書店 |
| -------- | -------- | ------------------------------------- | -------- | -------- | -------- |
| 1st      | 1983年   | スネークマンショー 核シェルターブック | CT       |          |          |

#### プロデュース
| アーティスト     | 発売日           | タイトル             | 形態             | 規格品番         | 備考                                                                                        |
| アルファレコード | アルファレコード | アルファレコード     | アルファレコード | アルファレコード | アルファレコード                                                                            |
| ---------------- | ---------------- | -------------------- | ---------------- | ---------------- | ------------------------------------------------------------------------------------------- |
| 竹中直人         | 1984年9月25日    | かわったかたちのいし | LP               | ALR-28062        | 桑原茂一のプロデュース作品。 演奏はムーンライダーズで、細野晴臣と高橋幸宏らが楽曲提供した。 |
| 竹中直人         | 1994年11月2日    | かわったかたちのいし | CD               | ALCA-5018        | 桑原茂一のプロデュース作品。 演奏はムーンライダーズで、細野晴臣と高橋幸宏らが楽曲提供した。 |

## 映像作品
- 楽しいテレビ（1984年）

出演者として阿藤快・竹中直人・いとうせいこう・シティボーイズ・中村ゆうじ、脚本陣の一人として宮沢章夫、という、後にラジカル・ガジベリビンバ・システムを結成する面々が参加しており、実質的に80年代前半・後半をそれぞれ象徴する2大ギャグユニットのコラボレーション作品である。1984年のVHSおよびLD版発売以来、長らく復刻されずに幻の作品となっていたが、2009年2月25日、BMG JAPANが特典映像ディスク、対談（伊武・いとう・宮沢）・台本・スチール写真などを収めたブックレットを付属したDVDを発売した。
- R60 スネークマン・ショー（2011年）

## 書籍
- 桑原茂一2監修『これ、なんですか？ スネークマンショー』新潮社、2003年12月。ISBN 4-10-465101-X C0076。

桑原茂一2は桑原茂一でもクワバラモイチでもない謎の人物である。